# Doutor Estranho
Stephen Vincent Strange, mais conhecido como Doutor Estranho (no inglês: Doctor Strange), é um super-herói fictício da Marvel Comics. Criado pelo desenhista Steve Ditko em 1963, apareceu pela primeira vez no quadrinho Strange Tales #110 (julho de 1963) como o Mestre da Magia Negra, o principal protetor da Terra contra ameaças mágicas e místicas. Inspirado por histórias de magia negra e o programa de rádio Chandu, the Magician, Strange foi criado durante a Era de Prata das histórias em quadrinhos e trouxe temas de misticismo para a Marvel.
Sua origem relata que ele já foi um neurocirurgião brilhante, egoísta e dotado com um coeficiente intelectual (QI) próximos aos 177 pontos. Depois que um acidente de carro danificou severamente suas mãos e dificultou sua capacidade de realizar uma cirurgia, Stephen Strange viajou pelo mundo em busca de uma cura e encontrou o Ancião. Após se tornar um dos antigos alunos do Mago Supremo, Strange se tornou um praticante tanto das artes místicas como das artes marciais. Além de conhecer muitos feitiços poderosos, ele possui dois objetos místicos que lhe concedem poderes adicionais: o Manto da Levitação e o Olho de Agamotto. Ao longo de sua jornada, Stephen é auxiliado por seu amigo e valet, Wong, e uma grande variedade de objetos místicos. Ele passa a residir em uma mansão chamada Sanctum Sanctorum, localizada na cidade de Nova Iorque. Mais tarde, Strange ganha o título de Mago Supremo.
Em 2008, o Doutor Estranho ficou em 83º lugar na lista "200 Maiores Personagens de histórias de Todos os Tempos" da revista Wizard, e em 2012 ficou em 33º lugar na lista "The Top 50 Avengers" do IGN. Ele também foi classificado em 38º na lista "Top 100 Comic Book Heroes" do IGN. O Doutor Estranho foi retratado pela primeira vez em live-action por Peter Hooten em 1978, no telefilme Dr. Strange. Benedict Cumberbatch estrelou como o personagem do Universo Cinematográfico da Marvel, aparecendo pela primeira vez no papel no filme Doutor Estranho de 2016. Cumberbatch reprisou o papel nos filmes Thor: Ragnarok (2017), Vingadores: Guerra Infinita (2018), Vingadores: Ultimato (2019), Homem-Aranhaː Sem Volta Para Casa (2021) e Doutor Estranho no Multiverso da Loucura (2022).

## Publicação

### Criação e conceitos
Stephen Vincent Strange, o Mago Supremo ou Mestre das Artes Místicas, é um super-herói diferente do Universo Marvel, criado pelo desenhista Steve Ditko em 1963, na revista em quadrinhos de terror Strange Tales #110 em primeiro de julho deste ano.
O artista Steve Ditko e o escritor Stan Lee descreveram o personagem como tendo sido originalmente ideia de Ditko, que escreveu em 2008: "Por conta própria, eu trouxe para Lee uma história desenhada a lápis de cinco páginas com um roteiro de página/painel de minha autoria sobre um tipo novo e diferente de personagem para variedade na Marvel Comics. Meu personagem acabou sendo chamado de Dr. Estranho porque ele apareceria em Strange Tales."
Em uma carta de 1963 para Jerry Bails, Stan Lee confirmou que o personagem era uma ideia de Steve Ditko: "Bem, temos um novo personagem em desenvolvimento para Strange Tales (apenas um filler de cinco páginas chamado Dr. Estranho). Steve Ditko vai desenhá-lo. Tem uma espécie de tema de magia negra. A primeira história não é nada boa, mas talvez possamos fazer algo com ele — foi ideia de Steve e resolvi dar uma chance, embora, novamente, tivemos que apressar demais a primeira. Pequena luz lateral: Originalmente decidi chamá-lo de Sr. Estranho, mas pensei que o 'Sr.' um pouco parecido com o Sr. Fantástico — agora, porém, lembro que recentemente tivemos um vilão chamado Dr. Estranho em uma de nossas revistas, espero que não seja muito confuso!"
O personagem ganhou destaque nas edições #110 a #168, quando seus vilões e o universo místico foram apresentados. Dividiu histórias com o Tocha Humana, mas apareceu em histórias solo a partir da edição #169 de Strange Tales, passando a se chamar Doctor Strange.
Seu nome não era original, pois, pouco antes do lançamento do personagem, Stan Lee já o havia usado para um vilão nas primeiras histórias do Homem de Ferro,[carece de fontes?] entretanto seus poderes e dons constituíram características originais — principalmente pelo fato de que, em suas aventuras, o Doutor Estranho não se vale da força física, porém de inteligência e magia.
Seus direitos autorais pertencem à sua criadora, a Marvel Comics. Seu maior inimigo é Dormammu, tio de sua namorada, e posteriormente esposa, Clea. Participou do grupo de super-heróis denominado os Defensores, capazes de rivalizar até com os Vingadores.
Como característica marcante do personagem, Stan Lee criou uma série de palavras e frases de efeito para os encantamentos do Mago, inspirado em programas de rádio dos anos 40, cujos personagens se valiam desses efeitos dramáticos. Desta forma, as revistas do Doutor Estranho alcançaram grande sucesso de vendas, principalmente nas décadas de 70 e 80, por sua arte psicodélica e colorida.

## Biografia ficcional do personagem

### Infância
Stephen Strange nasceu em novembro de 1930, filho de Eugene e Beverly Strange, enquanto o casal estava de férias na Filadélfia. Em 1932, a irmã de Stephen, Donna, nasceu na fazenda da família em Nebraska.
Sabendo que Strange estava destinado a se tornar o próximo Mago Supremo, um feiticeiro aprendiz ressentido, Karl Mordo, atormentou a criança com demônios desde os oito anos de idade até à idade adulta, devido a ciúmes de uma criança que futuramente seria melhor que ele. Strange foi resgatado pelo mestre de Mordo, o Ancião, protetor místico da Terra e Mago Supremo da época. Após um ou dois anos do começo do tormento, o irmão de Stephen, Victor, nasceu. Aos onze anos, Strange ajudou Donna quando ela estava ferida, uma experiência que desenvolveu seu interesse na medicina. Strange entrou na Faculdade de Nova Iorque como um estudante de medicina. Mais tarde, enquanto passava as férias em casa para o seu décimo nono aniversário, Strange nadava com Donna quando ela sofreu uma cãibra. Depois de uma busca frenética, Stephen a encontrou já afogada. A experiência deixou-o com uma sensação de fracasso pessoal que corroeu seu idealismo médico.

### Carreira médica
Brilhante cirurgião, Stephen recebeu seu Ph.D. em Medicina na Universidade Columbia em tempo recorde e entrou em uma residência de cinco anos no Centro Médico da Universidade de Columbia, onde seu rápido sucesso o tornou arrogante. A mãe de Stephen, Beverly, morreu perto do fim de sua residência, e o trabalho se tornou mais e mais impessoal para o cirurgião de luto. No entanto, Strange continuou talentoso, tornando-se um rico e célebre neurocirurgião antes de completar trinta anos.
Stephen era um doutor arrogante, egoísta, ganancioso, frio e insensível; em geral, o interesse de Strange em seus pacientes começava e terminava em suas contas. A exceção foi Madeleine Revell, uma tradutora das Nações Unidas ferida que ele salvou e se apaixonou. Após um rápido romance e uma proposta de casamento, ela o deixou, devido à sua natureza cada vez mais materialista.
Dois anos após a morte de sua mãe, o pai de Strange também adoeceu. Já prejudicado pela perda da mãe (embora nunca admitisse), Stephen estava incapacitado de enfrentar outra tragédia e se recusou a visitar o seu pai em leito de morte. Dias depois, Victor, indignado, confrontou Stephen em seu apartamento sobre a aparente falta de luto. Após o confronto, Victor saiu correndo e foi morto atropelado por um carro, e Stephen com a culpa o perturbando, colocou o corpo de Victor em uma câmara criogênica, esperando que avanços futuros poderiam reanimá-lo.

### Acidente de carro e a origem de seus poderes místicos
Por volta de 1963, Strange (então com 33 anos) envolveu-se em um acidente de carro que danificou os nervos de suas mãos, impedindo-o de continuar na profissão de médico. Com sua carreira cirúrgica terminada e sendo muito vaidoso para aceitar cargos como consultor ou assistente, Strange esgotou sua fortuna com vários tipos de tratamento, não importando se fossem ineficazes. Em questão de meses, o cirurgião tornou-se um desamparado e teve que realizar uma série de procedimentos médicos suspeitos para sobreviver e pagar suas contas. A culpa de Strange sobre os erros de sua juventude pesaram sobre ele ao longo dos anos — suas lembranças da época nem sempre foram confiáveis.
Após ouvir rumores sobre um ancião místico, Strange penhorou suas últimas posses em uma passagem para o tibete. Strange encontrou o palácio Tibetano do Ancião, mas o feiticeiro idoso se recusou a curá-lo; ao invés disso, ofereceu aulas de misticismo. Strange recusou, mas não pôde ir embora devido a uma tempestade de neve repentina. Enquanto esperava a tempestade terminar, Strange testemunhou o aprendiz do Ancião, o Barão Mordo, atacar por ciúmes o professor com esqueletos convocados misticamente, os quais o velho facilmente dissipou. Strange, com seu ceticismo diminuindo, confrontou Mordo sobre sua traição, contudo Mordo respondeu com feitiços de contenção que impediram Strange de avisar ao Ancião ou de atacar Mordo fisicamente. Espantado com estas exibições de magia, Strange passou por uma mudança de ideologia. Percebeu que o único modo de impedir Mordo era aprender a magia, então aceitou a oferta do Ancião. Satisfeito com a aceitação de Strange de modo altruísta, o Ancião removeu as restrições místicas, explicando que ele estava bem ciente da traição de Mordo mas preferiu mantê-lo por perto, a fim de o controlar e possivelmente mudá-lo.
O Ancião sabia que Strange tinha potencial para servir como Mago Supremo, antes mesmo de seu primeiro encontro com ele. Assim, o Ancião planejou fazer de Strange seu sucessor. Então, Strange passou anos sob a tutela do Ancião, aprendendo a controlar os poderes místicos, do seu interior e do mundo, e a invocar os poderes dos Principados, seres poderosos, como Dormammu, Satannish e Vishanti, os quais residem em seus próprios reinos místicos. Alguns anos após a chegada de Strange, Mordo deixou o palácio do Ancião para buscar poderes maiores. Os dois rivais iriam colidir muitas vezes no futuro. Foi durante esse tempo que Strange passou por um teste contra a própria Morte. Como recompensa, foi dado a Strange vida eterna, e uma marca em forma de Ankh na testa que só aparece quando sua vida está em grande perigo. O próprio Ancião tinha alcançado quase imortalidade por passar neste teste há mais de 600 anos.
Durante seus primeiros anos como um estudante das artes místicas, Strange fez amizade com muitos feiticeiros de todo o mundo, incluindo o Lorde Julian Phyffe e Sir Clive Bentley da Grã-Bretanha; o Cardeal Alfeo Spinosa e o Conde Tancredo Carezzi da Itália; Omar Karindu, Rama Kaliph, e Turhan Barim do Oriente Médio; Wai Chee Yee e Sen-Yu da Ásia; e Aleister Kane, Kenneth Ward, e Frank Brukner da América. Strange também encontrou aliados entre a maioria dos heróis da Terra, auxiliando o Raposa Negra em pelo menos duas aventuras, enquanto outros aventureiros, como Immortalis e Terror, o olhavam com ceticismo.
Strange estudou magia com o Ancião por sete anos e voltou para os Estados Unidos na década de 70. Strange tornou-se um consultor místico, estabelecendo seu Sanctum Sanctorum em Greenwich Village, Nova Iorque. Ele foi ajudado por Wong, o mais recente em uma linhagem de séculos, que havia servido o Ancião, e quem havia se tornado um criado, bem como um amigo. Durante este tempo, Strange lutou contra entidades demoníacas, como os Possuidores, Aggamon, a Casa de Sombras, Zota, um Imp da Garrafa e KhLΘG. Strange também lutou contra o sobrenatural Pesadelo, o qual se alimenta dos pesadelos da humanidade, que acabou se tornando um dos seus inimigos mais cruéis. A misteriosa reputação do Doutor cresceu, e até mesmo tornou-se um consultor ocasional para as autoridades locais e federais.

### Carreira como super-herói
Quando a estreia do Quarteto Fantástico anunciava a aurora da Era Heroica, Strange inicialmente permaneceu afastado da comunidade super heroica de Nova Iorque, lutando secretamente contra o Pesadelo e o Barão Mordo. Em certo momento, Loki, o deus Asgardiano da trapaça, manipulou Strange para atacar seu irmão de criação, Thor. No entanto, a traição foi descoberta e Strange voltou-se contra Loki. Thor, mais tarde, sob o disfarce de Dr. Donald Blake, salvou a vida de Strange ao operá-lo após outra batalha contra Mordo. Logo depois, um confronto com Mordo levou Strange a aliar-se com o Homem-Aranha, o qual ajudou a resgatar várias pessoas de uma dimensão mística. Sendo uma experiência tão traumática que o Homem-Aranha pediu para Strange remover suas memórias sobre o evento, embora isso também os levou a esquecer o heroísmo do Homem-Aranha. Impressionado com a coragem e altruísmo do jovem herói, Strange o considerou como um amigo, e os dois uniram-se muitas vezes ao longo dos anos.
Dormammu, sentindo que o poder do Ancião diminuía, desafiou Strange para um duelo místico em sua Dimensão Negra, como parte de um plano maior para invadir o Reino da Terra e fundir com seu reino sombrio. Enquanto estava lá, Strange foi abordado por Clea, uma feiticeira principiante e, filha da irmã de Dormammu, Umar. Clea temia que, se Dormammu caísse como governante da Dimensão Negra, as barreiras dimensionais enfraqueceriam e o reino seria devastado pelos Acéfalos. Assim, Clea procurou impedir o duelo, mas Strange não se renderia. Dormammu facilmente superou Strange, mas perdera energia o suficiente para que os Acéfalos fossem capazes de invadir. Procurando salvar os habitantes desta Dimensão, Strange emprestou a Dormammu energia para restaurar a barreira. Enfurecido por sua própria fraqueza, Dormammu teve que poupar Strange, que negociou a salvação da Terra e de Clea. No entanto, o vingativo Dormammu nunca se esqueceu da humilhação, e se tornou um dos inimigos mais implacáveis de Strange. Após a vitória, o Ancião presenteou Strange com o Manto da Levitação.
Strange juntou-se a vários super-heróis na batalha contra o poderoso Sundown. Agora, mais envolvido com a comunidade de super-heróis, tornou-se um consultor especial para as principais super equipes, como o Quarteto Fantástico, os X-Men e os Vingadores. Meses depois de ir ao casamento de Reed e Sue Richards, Strange se reencontrou com seu próprio amor, Clea, que veio para viver com ele em Nova Iorque.
Mais tarde, Strange foi exilado para uma dimensão hostil por Asmodeus, que tomou a forma do Doutor na tentativa de pegar o Ancião de surpresa. Impedido de retornar para o Reino da Terra por leis metafísicas enquanto Asmodeus ocupava sua forma, Strange adotou uma nova forma, com uma máscara (talvez imitando seus aliados super-heróis). Depois de derrotar Asmodeus, Strange manteve sua nova aparência para preservar o anonimato. Após descuidadamente revelar seu nome durante uma batalha contra o Pesadelo, a Entidade Cósmica, conhecida como Eternidade, a quem Strange ajudava, concordou em devolver o anonimato alterando todos os documentos e memórias terrenas relevantes com o nome "Stephen Strange" para "Stephen Sanders".
Pouco depois, Strange resistiu à invasão dos Imortais, uma raça de demônios que uma vez tinha dominado a Terra, e foram conduzidos pelo infernal Inominável. Para enfrentar o ataque, Strange manipulou o príncipe Namor de Atlântida e o monstruoso Hulk para o ajudar. Com os Imortais derrotados, Strange parecia acreditar que o mundo estava salvo de outras invasões. No entanto, Strange estava incomodado por sua arrogante exploração de Namor e Hulk, e decidiu abandonar a magia e voltar para a medicina como um consultor, altruisticamente desempenhando tarefas que antes acreditava estar abaixo dele.
O retorno de Strange à medicina durou apenas algumas semanas. Depois do Barão Mordo tentar mata-lo, Strange voltou para a feitiçaria e derrotou Mordo com a ajuda do Ancião. O Ancião, por razões próprias, reverteu o feitiço da Eternidade, restaurando o nome "Stephen Strange" para os registros e memórias do mundo. Mas, o Inominável voltou e Strange teve que enfrentar a ameaça ao lado de Namor e Hulk. Tornando-se amigos e, os três foram logo acompanhados pelo alienígena Surfista Prateado para formar os Defensores, uma "não-equipe" que iria se reunir esporadicamente para atender às ameaças contra a Terra.
Porém, mesmo sendo um humano, Stephen tem mais "poder de fogo" do que qualquer mutante, sendo o Feiticeiro Supremo da Terra. Porém, ele não revela seus poderes ao Mundo, exercendo suas atividades heroicas em segredo. Depois de ter derrotado sem piedade a Feiticeira Escarlate, acabou com a distorção da realidade provocado por ela.

### Novos Vingadores
Atualmente em atividade nos Novos Vingadores (Vingadores Secretos), um grupo formado pelos rebeldes que apoiaram o Capitão América, Thor, e alguns novos membros como Clint Barton e o próprio Dr. Estranho e Wolverine. Grupo formado após a prisão do Capitão América.

## Poderes e habilidades
Como mestre das artes místicas, o Doutor Estranho é um dos feiticeiros mais poderosos do mundo. Strange usa a energia mística invocada por feitiços/encantamentos ou pelo poder dos seres divinos de manipular as forças do universo, incluindo: a projeção da energia mística como feixes energéticos, barreiras ou uma matriz dispersa de energia; a manipulação de matéria e várias energias físicas ou espirituais; a transmutação da matéria; o controle dos elementos; a abertura ou o fechamento de portais místicos para outras dimensões; o teletransporte ou a viagem dimensional; a distorção da realidade e o controle sobre a dimensão; a visão de ilusões; a invisibilidade e a intangibilidade através da projeção astral; vastos poderes mentais como telepatia e telecinesia; e a comunicação com as entidades mortas e espirituais, vendo o futuro ou o passado.
Muitos dos poderes do Doutor Estranho são uma função de sua capacidade de manipular a energia mística ambiental do Universo Marvel. Com essa habilidade, Strange pode realizar muitas funções — comumente, isso é visto como ataques de energia que variam de baixa potência à destruição de planetas. Ele usa essa energia mística para lançar feitiços de uma variedade quase infinita.
O Doutor Estranho também pode canalizar a energia virtualmente ilimitada de seres místicos e não-místicos quase onipotentes — conhecidos como Principados — para fortalecer seus feitiços. Isso pode tomar a forma de declarar o que ele quer que aconteça. Esta capacidade de ser um condutor para fontes de energia multi-versais deu origem à frase "Dr. Estranho é tão poderoso quanto o deus que ele invoca". Ele é perfeitamente capaz de utilizar o poder que é considerado "magia negra", embora ele tenda a fazê-lo apenas sob extrema exigência. Embora ele raramente tenha, ele pode absorver o poder de até mesmo uma entidade cósmica ou semi-divindade. O Doutor Estranho tem um pacto com a Eternidade, possivelmente permitindo que ele viva tanto quanto o Ancião e outros antes dele.
Doutor Estranho tem sido notado chamando muitas frases feiticeiras invocando certas entidades, geralmente os Principados acima mencionados. Um exemplo:
“Sete anéis têm Raggador, do índigo ao negro mais profundo, mas Oshtur me concede algo mais: As Faixas Escarlates de Cyttorak!”
Essa frase, por exemplo, causaria o aparecimento de laços mágicos inquebráveis, capazes de constranger até mesmo o Hulk. Além de Cyttorak e Oshtur , entre os seres de poder convocados por Estranho estão todos Agamotto e Hoggoth , que junto com Oshtur formam a tríade conhecida como Vishanti eterna; os Serafins; Cthon (quem criou o tomo da Darkhold); Gaia; Ikonn; Dormammu (raramente) e o senhor do inferno Satannish. Às vezes parece que a substância dos reinos místicos é invocada, em vez dos seres que os governam, como quando Strange invoca as Chamas do Faltine (a dimensão do local de nascimento de Dormammu, mas também os seres de energia particulares que governam lá). Isso pode explicar por que Strange é capaz de invocar entidades malignas como Cthon e Satannish para energizar certos feitiços, mas não estar a seu serviço.
Certos seres são tipicamente invocados para efeitos particulares, tais como Ikonn para ilusões, o Serafim para efeitos protetores como escudos e similares, Cyttorak para ligações, Agamotto para dissipar negatividade e revelar a verdade, etc. Outros construtos mágicos comumente empregados por tais agências são os Vapores de Valtoor, as Correntes de Krakkan e os Sete Sóis de Cinnibus. Doutor Estranho parece ser mais do que qualquer outra pessoa sob o favorecido patrocínio dos poderosos Vishanti. Além de tudo isso, ele também é mestre em artes marciais (quase tão bom quanto o Punho de Ferro). 

### Fraquezas
O Doutor Estranho tem apenas três fraquezas conhecidas, e elas são:
- Ironicamente, a própria ciência: assim como a ciência não pode duplicar nada criado por magia, a magia não pode duplicar nada criado pela ciência. Isso faz com que o Doutor Estranho não possa criar vacinas, estetoscópios ou remédios usando magia.
- Gestos e palavras mágicas: depende destes para usar sua magia e pode correr perigo caso fique mudo ou com as mãos imobilizadas;
- Seu próprio corpo: apesar de todo seu treinamento místico e marcial , Stephen continua sendo um ser humano, e como tal, pode ser afetado e/ou morto por balas, gases tóxicos e ataques de energia, entretanto ele pode se curar com feitiços.

### Utensílios mágicos
O Doutor Estranho possui um arsenal de utensílios. Dentre eles podemos destacar quatro que mais lhe são úteis:
- O Olho de Agamotto: que serve como um "protetor" de Stephen, revelando ilusões, dispensando magia, e gera rajadas de energias de grande força;
- A Capa da Levitação: a quase indestrutível capa que permite ao seu utilizador voar;
- O Livro de Vishanti: Stephen o consulta várias vezes, para relembrar feitiços e encantamentos;
- A Esfera de Agamotto: já que ele é um super-herói, utiliza este artefato mágico para localizar problemas no mundo e em outras dimensões;

### Encantamentos
Dr. Estranho costuma conjurar feitiços poderosos para fins específicos, como por exemplo:
- O Cone Conjurado, que transporta uma pessoa para outra realidade;
- As Faixas Escarlates de Cyttorak, que imobilizam um oponente. Cyttorak é a mesma divindade mística que outrora serviu como fonte de poder ao Fanático;[2] durante a saga Fear Itself, Cyttorak acaba escolhendo outro avatar para seu poder, Colossus, já que o Fanático havia sido corrompido pelo poder da Serpente de Asgard;
- Os Raios do Caos, uma arma ofensiva;
- As Chamas de Faltine, uma outra arma ofensiva;[2]
- As Imagens de Ikonn que criam imagens duplicadas de si mesmo para confundir o inimigo;
- Os Sete Anéis de Raggadorr, sete anéis azuis de energia que o circundam e rebatem ataques;
- A Luz do Olho de Agamotto, o Olho que Tudo Vê que dispersa encantamentos e revela a verdade;
- A Esfera de Agamotto, utiliza este artefato mágico para localizar problemas em todo o Mundo e também em outras Dimensões.
- O Escudo de Seraphim, uma barreira protetora;[2]
- Os Vapores de Valtorr, uma neblina que obscurece;
- Os Ventos de Watoomb, uma arma ofensiva ou meio de transporte;
- As Algemas de Krakkan que prende o inimigo em algemas poderosas;
- Os Sete Sóis de Cinnibus, uma descarga de energia que torna-se quente como sete sóis;
- A Esfera do Feiticeiro, uma bolha negra que o protege e absorve as energias místicas do ambiente;
- As Forças divinas: O Doutor Estranho pode absorver energias de entidades misticas e não-misticas para aumentar a força de seus feitiços.

## Inimigos
- Dormammu: arquinimigo de Dr. Estranho, é um ser místico que vive nas profundezas de um mundo de pesadelos em outra dimensão, e pretende dominar as outras;
- Kaecilius: mago super poderoso e discípulo de Dormammu;
- Barão Mordo: mago traidor e discípulo de Dormammu;
- Chthon: um deus ancestral de magia negra, descrito no Darkhold;
- D'Spayre: um Senhor do Medo criado pelo Morador das Trevas, para encarnar desespero;
- Drácula: morto-vivo, senhor dos vampiros;
- Morador das Trevas: o mais antigo que o universo 616 e o mais poderoso dos Senhores do Medo;
- In-Betweener: um agente de equilíbrio entre as forças do Caos e Ordem, desejando rebeldemente e impiedosamente reequilibrar o universo de acordo com seus desejos;
- Kaluu: imortal, arquirrival do Ancião, grande mestre humano de magia negra;
- Lilith: antigo demônio feminino ligado à antiga Atlântida, mãe da Lilin;
- Mephisto: um dos mais poderosos senhores dos infernos;
- Pesadelo: um Senhor do Medo que governa os sonhos infestados de todos os seres humanos, e um dos maiores inimigos de Strange.
- Nox: um dos Senhores do Medo;
- Satannish: um dos mais poderosos senhores do inferno, criado por Dormammu há bilhões de anos atrás;
- Set: deus egípcio do Caos e mestre da Coroa da Serpente;
- Shuma-Gorath: um dos maiores imortais dos muitos ângulos. Responsável pela morte do mentor de Estranho, o Ancião;
- Silver Dagger: um ex-cardeal da Igreja Católica, que enlouqueceu depois de ler o Darkhold, e transformado em um fanático caçador de bruxas, acreditando serem elas uma afronta a Deus;
- Umar: irmã de Dormammu. Uma entidade motivada pelo hedonismo, o sadismo e a sede de poder;
- Urthona: mago alienígena que tentou usurpar o poder de Estranho;
- Xandu: feiticeiro em busca do poder através da Vara de Watoomb;
- Yandroth: o supremo cientista do seu universo, colocando a combinação de sua tecnologia e conhecimento de feitiçaria contra a magia de Estranho;
- Zom: o demônio mais poderoso existente, além da capacidade da própria Eternidade para derrotá-lo.
- Imperator: vilão que usa ciência para matar magos.

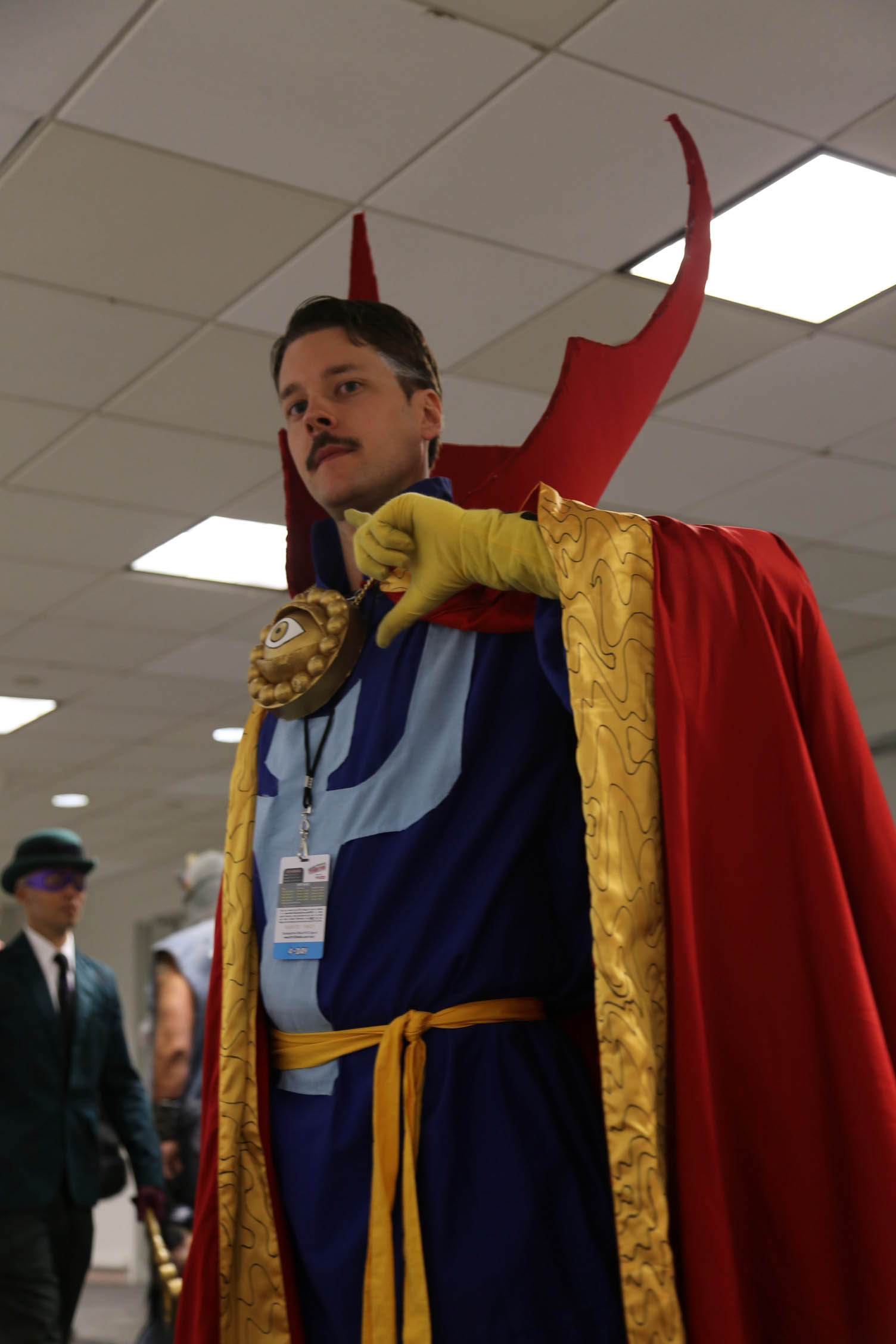
Cosplay do Doutor Estranho na New York Comic Con de 2014

- Espirikul: servos de Imperator.

## Em outras mídias

### Televisão
- Doutor Estranho apareceu em Homem-Aranha e Seus Amigos, com voz de John Stephenson. No episódio "7 Little Superheroes", ele ao lado de Homem-Aranha, Homem de Gelo, Firestar, Capitão América, Namor e Shanna, são convidados para a casa do Camaleão na Ilha dos Lobos para que os heróis possam se livrar deles.
- Doutor Estranho teve uma breve aparição em X-Men: The Animated Series dos anos 90. Ele foi visto no episódio "The Dark Phoenix Saga (Part 3)".
- Doutor Estranho aparece em seu episódio auto-intitulado de Homem-Aranha: A Série Animada, com a voz de John Vernon. Ele e Wong ajudam o Homem-Aranha a resgatar Mary Jane Watson das garras do Barão Mordo e Dormammu, e recuperar a Varinha de Watoomb Depois que o Homem-Aranha sai, o Doutor Estranho detecta a presença de Madame Teia.
- Doctor Strange apareceu no episódio  "Mind Over Anti-Matter" da série animada O Incrível Hulk, com a voz de Maurice LaMarche. Ele ajuda a Mulher-Hulk na época em que uma entidade do mal sem nome possuía o Hulk.
- Doutor Estranho aparece em Esquadrão de Heróis, com a voz de Roger Rose. Ele aparece nos episódios "Enter Dormammu", "A Brat Walks Among Us", "Night in the Sanctorum", "Invader from the Dark Dimension" e "Election of Evil".
- Doutor Estranho aparece em episódios das séries animadas do Disney XD:Ultimate Homem-Aranha, Hulk e os Agentes de S.M.A.S.H. e Avengers Assemble, inicialmente interpretado por Jack Coleman e mais tarde por Liam O'Brien.
- Doutor Estranho apareceu em vários episódios de Marvel Disk Wars: The Avengers, com voz de Yasunori Masutani.
- Doutor Estranho aparece em Lego Marvel Super Heroes - Black Panther: Trouble in Wakanda, novamente por Liam O'Brien.
- Um episódio da série animada What If...? é centrado em uma versão alternativa do filme Doutor Estranho, no qual Stephen não fere as mãos no acidente, mas perde sua namorada Christine Palmer. Benedict Cumberbatch faz a voz do Doutor.

### Filmes
- Em 1978, a MCA realizou um telefilme do Doutor Estranho estrelado por Peter Hooten e dirigido por Philip DeGuerre. Stan Lee ajudou na produção, que visava ser um piloto para uma série nos moldes de O Incrível Hulk.[20][21]
- O filme de 1992, Doctor Mordrid começou a ser desenvolvido como uma adaptação de Doutor Estranho, mas a licença do estúdio expirou antes do início da produção.[22][23] O projeto foi reescrito para mudar o nome do personagem principal e alterar ligeiramente sua origem.[22] O personagem principal originalmente deveria ser chamado de "Doctor Mortalis". Algumas das primeiras artes conceituais foram feitas por Jack Kirby.[24]
- Em Homem-Aranha 2 (2004), quando J. Jonah Jameson e Robbie Robertson tentam pensar em um nome para Otto Octavius, Robertson sugere "Doutor Estranho", porém Jameson responde: "nome bom, mas já estão usando".
- Em agosto de 2007, foi lançado o filme intitulado Doctor Strange: The Sorcerer Supreme, que reconta as origens do herói. O filme foi feito em animação pelos estúdios Lionsgate, o mesmo que produzira antes Ultimate Avengers, Ultimate Avengers 2 e O Invencível Homem de Ferro, todos personagens da Marvel Comics.

#### Universo Cinematográfico Marvel

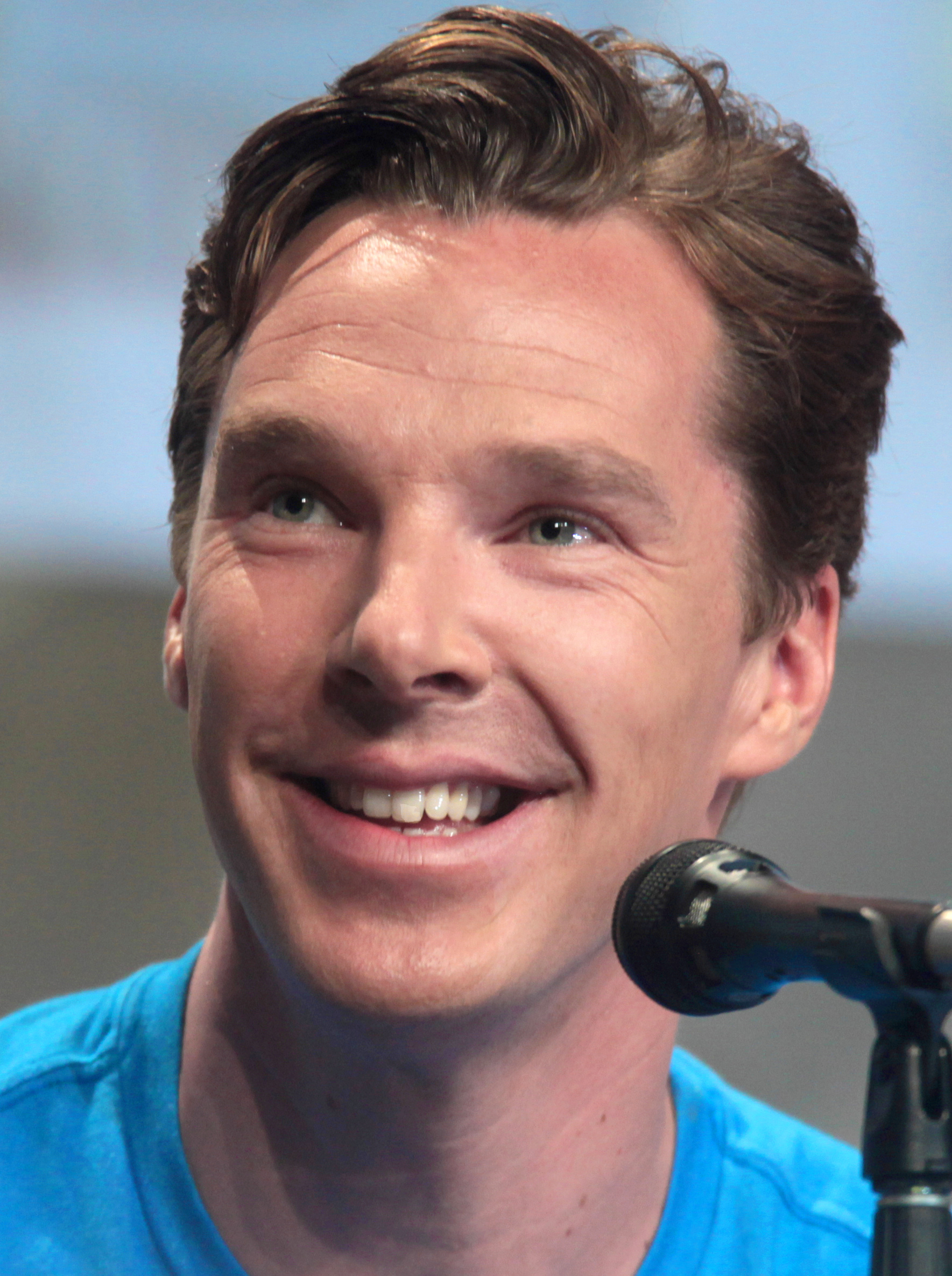
O ator Benedict Cumberbatch foi escolhido para interpretar o personagem no cinema

Stephen Strange é interpretado pelo ator britânico Benedict Cumberbatch no Universo Cinematográfico da Marvel.
- O nome de Stephen é mencionado por Jasper Sitwell como uma das possíveis ameaças aos planos da Hidra detectados pelo algoritmo de Arnim Zola durante um interrogatório feito por Steve Rogers no filme Capitão América: O Soldado Invernal (2014).
- O filme Doutor Estranho (2016) introduz Stephen Strange, um cirurgião de sucesso, porém de personalidade arrogante e insensível. Depois de sofrer um grave acidente de carro que prejudica suas mãos, ele decide procurar ajuda num lugar encontrado entre as montanhas do Nepal, o Kamar-Taj, e lá inicia o treinamento para se tornar o mago supremo da Terra.
- Dr. Estranho tem breve aparição em Thor: Ragnarok (2017), em uma cena antes aludida no pós-créditos de Doutor Estranho. Quando Thor e Loki vão para Nova Iorque em busca do pai de ambos, Odin, Stephen aparece questionando porque os Asgardianos estão na Terra, e depois os transporta para o vilarejo na Noruega onde Odin se escondeu.
- Dr. Estranho aparece em Vingadores: Guerra Infinita (2018), onde é forçado a se unir aos Vingadores contra o maligno Thanos, já que Stephen é protetor de uma das joias do infinito; e sua continuação Vingadores: Ultimato (2019), onde após ser trazido de volta à vida, Stephen chama todos os sacerdotes de Kamar-Taj para ajudar no confronto final com Thanos.
- Homem-Aranha: Sem Volta Para Casa (2021) é impulsionado por uma tentativa do Dr. Estranho tentar fazer o mundo esquecer que Peter Parker é o Homem-Aranha, já que a revelação pública de sua identidade prejudicou a vida de Peter. Porém o feitiço dá errado e Stephen tem de ajudar o Aranha a lidar com a realidade sendo invadida por outros universos.
- Doutor Estranho teve um segundo filme solo, Doutor Estranho no Multiverso da Loucura, que estreou em maio de 2022. Nesta sequência, Strange viaja para o Multiverso para proteger America Chavez (Xochitl Gomez), uma jovem capaz de viajar pelo Multiverso, de Wanda Maximoff (Elizabeth Olsen).[6]

### Videogames
- Em Marvel: Ultimate Alliance, o Doutor Estranho é um personagem destravável e jogável em todas as plataformas, sendo que seu ataque extremo é o Mystic Maelstrom, e suas roupas são: Classic, Royal Seer, Blue Mage e Ultimate.
- Doutor Estranho aparece no final de Hsien-Ko de Marvel vs. Capcom 3: Fate of Two Worlds, e é jogável na versão atualizada Ultimate Marvel vs. Capcom 3, bem como na continuação Marvel vs. Capcom: Infinite.
- Doutor Estranho é um personagem jogável em Marvel Super Hero Squad Online, Marvel: Avengers Alliance e Marvel Avengers: Battle for Earth.
- Em The Amazing Spider-Man vs. The Kingpin, Doutor Estranho aparece entre fases dando conselhos ao Homem-Aranha.
- Doutor Estranho é um personagem jogável em Marvel Heroes.
- Doutor Estranho é um personagem destravável nos jogos Lego Marvel Super Heroes, Lego Marvel Avengers  e Lego Marvel Super Heroes 2.
- Dr. Estranho faz uma aparição em Marvel Super Heroes: War of the Gems, criando uma plataforma que o jogador utiliza durante o início da fase Mr.Vesuvius.
- Doutor Estranho é um personagem destravável e jogável em Marvel Tournament of Champions, Marvel: Future Fight, Marvel Strike Force e Marvel Puzzle Quest.